# Barbara Weitzel
Barbara Weitzel (* 4. Januar 1962 in Ober-Rosbach) ist eine deutsche Politikerin (Bündnis 90/Die Grünen). Sie war von 1999 bis 2003 Abgeordnete im Landtag von Hessen.

## Leben
Weitzel studierte nach dem Abitur 1981 bis 1987 die Fächer Völkerkunde, Anthropologie und Volkskunde. Nach ihrem Abschluss als M.A. war sie bis 1989 im Handel tätig. Danach folgte ein Jahr Erziehungszeit, danach war sie als Volkskundlerin im Kreisheimatmuseum Rotenburg tätig. Ab 1991 befand sie sich bis 1993 wieder in Erziehungszeit. Nebenbei war sie als wissenschaftliche Hilfskraft bei der Gesamthochschule Kassel angestellt. Ab 1994 war Weitzel Angestellte der Gemeinde Lohfelden, wo sie die Ortsgeschichte aufarbeitete. Danach war sie bis 1998 Mitarbeiterin eines Bundestagsabgeordneten.

## Wirken
Weitzel ist Mitglied der Partei Die Grünen. Ab 1980 war sie im Ortsvereinsvorstand und ab 1990 im Kreisvorstand. Von 1993 bis 1999 war sie Kreistagsabgeordnete und von 1993 bis 1995 war sie Mitglied im Zweckverband im Raum Kassel. Im Jahr 1995 wurde sie zudem Parteiratsdelegierte. Bei der Landtagswahl 1999 wurde sie in den 15. Landtag von Hessen gewählt, dem sie bis zum Ende der Wahlperiode 2003 angehörte. Sie war Mitglied der 11. Bundesversammlung zur Wahl des Bundespräsidenten im Mai 1999 und gehörte dem Petitionsausschuss an.